# Felisberto Caldeira Brant
Pour les articles homonymes, voir Barbacena.
 (avril 2013).
Si vous disposez d'ouvrages ou d'articles de référence ou si vous connaissez des sites web de qualité traitant du thème abordé ici, merci de compléter l'article en donnant les références utiles à sa vérifiabilité et en les liant à la section « Notes et références ».
Felisberto Caldeira Brant Pontes de Oliveira Horta, vicomte puis marquis de Barbacena, est né à Mariana, au Brésil, le 19 septembre 1772 et décédé le 13 juin 1842 à Rio de Janeiro. C'est un militaire, un diplomate et un homme politique luso-brésilien.

## Famille
Marié à Ana Constança Guilhermina de Castro Murat, Felisberto est le père de deux enfants :
- Felisberto Caldeira Brant Pontes (1802-1906), vicomte de Barbacena ;
- Pedro Caldeira Brant (1814-1881), comte d'Iguaçu, qui épouse d'abord Cecília Rosa de Araújo Vaia, avant de se remarier à Marie-Isabelle d'Alcantara Brasileira (1830-1896), fille légitimée de l'empereur Pierre Ier du Brésil (1798-1834) et de sa maîtresse Domitila de Castro (1797-1867), marquis de Santos.

## Biographie
Né au Brésil en 1772, Felisberto étudie au Collège royal de Nobles à Lisbonne avant de devenir officier de l'Armée portugaise. Il est alors envoyé en Angola, où il sert auprès du gouverneur. 
En 1807, le Portugal est envahi par les troupes françaises et la Cour fuit le pays pour le Brésil. Felisberto accompagne alors le régent Jean de Portugal en Amérique du Sud. 
Au Brésil, Felisberto étudie la navigation à vapeur et reçoit même du régent un monopole de quatorze pour l'exploiter. 
Après la déclaration d'indépendance du Brésil en 1822, Felisberto se range aux côtés de l'empereur Pierre Ier du Brésil. Il est alors envoyé par le Premier ministre José Bonifácio de Andrada e Silva en mission diplomatique à Londres, où il rencontre peu de succès. 
De retour au Brésil, il est fait ministre des Finances, ministre de l'Empire, député général et sénateur de l'empire du Brésil de 1826 à 1842.
Pendant la guerre de Cisplatine (1825-1828), Felisberto est nommé commandant-en-chef de l'Armée impériale brésilienne. Mais il échoue à envahir l'Argentine et est battu à la Bataille d'Ituzaingó. 
En 1829, il est envoyé en Europe pour trouver une nouvelle épouse à Pierre Ier. Après plusieurs déconvenues à la cour d'Autriche, il réussit dans sa tâche en concluant le mariage de l'empereur avec la princesse Amélie de Leuchtenberg. 
Fait marquis de Barbacena, il meurt en 1842.